# Morgan County (West Virginia)
Morgan County ist ein County im Bundesstaat West Virginia der Vereinigten Staaten. Der Verwaltungssitz (County Seat) ist Bath (Berkeley Springs). Das U.S. Census Bureau hat bei der Volkszählung 2020 eine Einwohnerzahl von 17.063 ermittelt.

## Geographie
Das County liegt im obersten Nordosten von West Virginia, grenzt an Maryland, im Süden an Virginia und hat eine Fläche von 593 Quadratkilometern, wovon zwei Quadratkilometer Wasserfläche sind. Es grenzt im Uhrzeigersinn an folgende Countys: Washington County (Maryland), Berkeley County, Frederick County (Virginia), Hampshire County und Allegany County (Maryland).

## Geschichte
Morgan County wurde am 9. Februar 1820 aus Teilen des Berkeley County und des Hampshire County gebildet. Benannt wurde es nach Daniel Morgan, einem Mitglied des Repräsentantenhauses für Virginia und General im  Amerikanischen Unabhängigkeitskrieg sowie Kommandeur der Truppen während der Whiskey-Rebellion.

## Demografische Daten

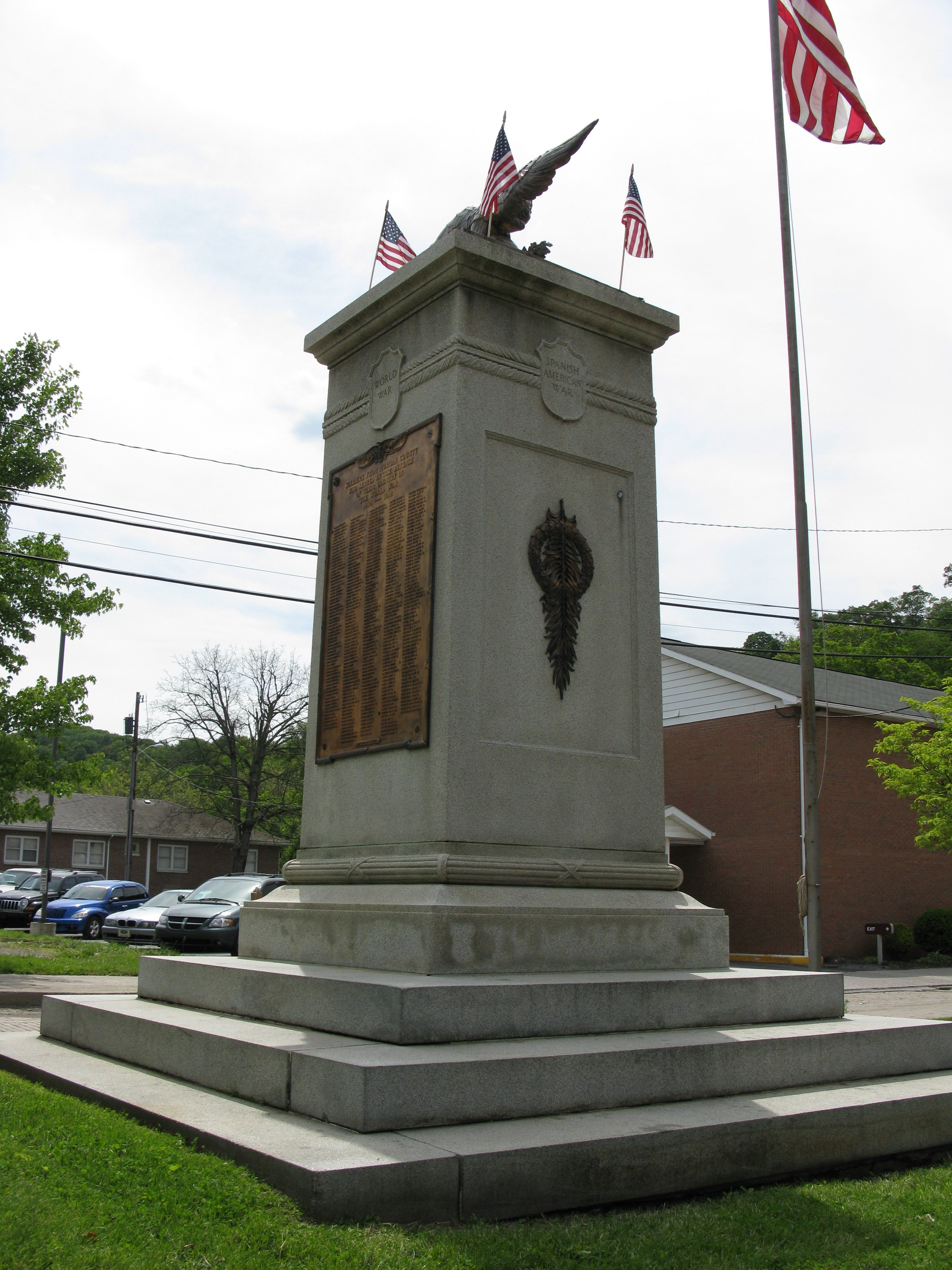
Kriegerdenkmal in Berkeley Springs

Alterspyramide des Morgan County

Nach der Volkszählung im Jahr 2000 lebten im Morgan County 14.943 Menschen in 6.145 Haushalten und 4.344 Familien. Die Bevölkerungsdichte betrug 25 Einwohner pro Quadratkilometer. Ethnisch betrachtet setzte sich die Bevölkerung zusammen aus 98,30 Prozent Weißen, 0,60 Prozent Afroamerikanern, 0,17 Prozent amerikanischen Ureinwohnern, 0,12 Prozent Asiaten, 0,01 Prozent Bewohnern aus dem pazifischen Inselraum und 0,23 Prozent aus anderen ethnischen Gruppen; 0,57 Prozent stammten von zwei oder mehr Ethnien ab. 0,83 Prozent der Bevölkerung waren spanischer oder lateinamerikanischer Abstammung.
Von den 6.145 Haushalten hatten 28,7 Prozent Kinder und Jugendliche unter 18 Jahre, die bei ihnen lebten. 57,9 Prozent waren verheiratete, zusammenlebende Paare, 8,2 Prozent waren allein erziehende Mütter, 29,3 Prozent waren keine Familien, 24,5 Prozent waren Singlehaushalte und in 10,2 Prozent lebten Menschen im Alter von 65 Jahren oder darüber. Die Durchschnittshaushaltsgröße betrug 2,40 und die durchschnittliche Familiengröße lag bei 2,84 Personen.
Auf das gesamte County bezogen setzte sich die Bevölkerung zusammen aus 22,4 Prozent Einwohnern unter 18 Jahren, 6,8 Prozent zwischen 18 und 24 Jahren, 27,3 Prozent zwischen 25 und 44 Jahren, 26,9 Prozent zwischen 45 und 64 Jahren und 16,6 Prozent waren 65 Jahre alt oder darüber. Das Durchschnittsalter betrug 41 Jahre. Auf 100 weibliche Personen kamen 96,6 männliche Personen. Auf 100 Frauen im Alter von 18 Jahren oder darüber kamen statistisch 95,0 Männer.
Das jährliche Durchschnittseinkommen eines Haushalts betrug 35.016 USD, das Durchschnittseinkommen der Familien betrug 40.690 USD. Männer hatten ein Durchschnittseinkommen von 29.816 USD, Frauen 22.307 USD. Das Prokopfeinkommen betrug 18.109 USD. 8,0 Prozent der Familien und 10,4 Prozent der Bevölkerung lebten unterhalb der Armutsgrenze. Davon waren 11,6 Prozent Kinder oder Jugendliche unter 18 Jahre und 8,8 Prozent waren Menschen über 65 Jahre.